# Томас, Марло
Марло Томас (англ. Marlo Thomas), род. 21 ноября 1937 года) — американская актриса, продюсер и общественный деятель. За свою карьеру она выиграла четыре премии «Эмми», «Золотой глобус», «Грэмми», а также была удостоена собственной звезды на Голливудской «Аллее славы». Была представлена на коллекционных карточках Supersisters.

## Жизнь и карьера

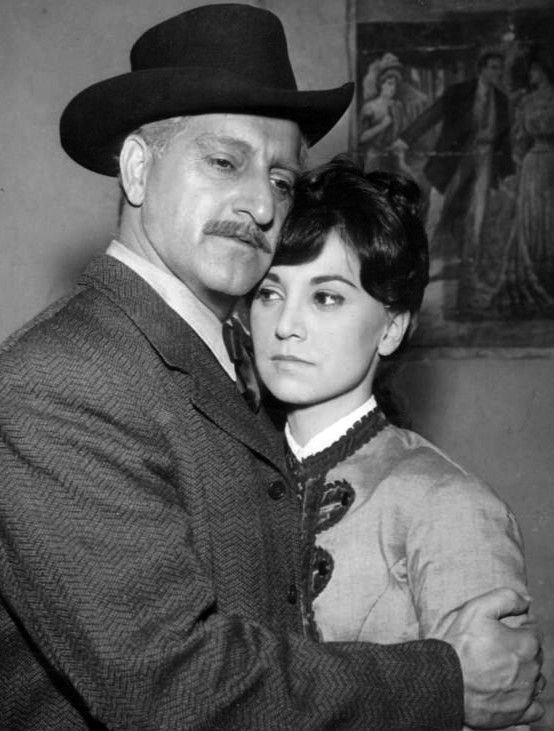
Марло Томас со своим отцом в 1961 году

### Ранние годы
Маргарет Джулия Томас родилась в Детройте, Мичиган 21 ноября 1937 года и была старшей из трёх детей, родившихся в семье телевизионного комика Дэнни Томаса и его жены Роуз Мари. Её брат является продюсером, а младшая сестра недолго работала актрисой. Она выросла в Беверли Хиллз, Калифорния и окончила Университет Южной Калифорнии со степенью бакалавра.
Марло Томас начала свою актёрскую карьеру с роли в ситкоме «Шоу Джо Бишопа» в 1961-62 годах, а после была гостем во многих шоу, таких как «Бонанца». В тот период она сделала ринопластику и исправила свой нос, уменьшив его размер.

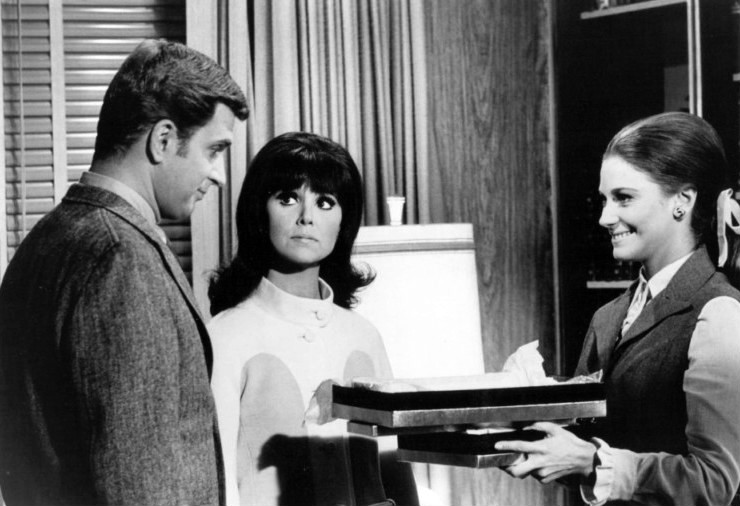
Марло Томас в сериале «Эта девушка»

### «Эта девушка»
Наибольшим успехом в карьере Марло Томас стала главная роль в комедийном телесериале «Эта девушка» о молодой девушке-актрисе, которая переезжает в Нью-Йорк, чтобы стать звездой Бродвея, выходившем на экраны с 1966 по 1971 год. Концепция сериала, который считается первым ситкомом в истории телевидения, который полностью был сосредоточен на жизни молодой и независимой женщины, была основана на личном опыте Марло Томас. Сериал стал известен благодаря демонстрации женской независимости в мире, в котором и на работе и дома доминировали мужчины. Сериал просуществовал пять сезонов и вплоть до финала имел высокие рейтинги, однако решение о его завершении приняла сама Марло Томас, которая была не только исполнительницей главной роли, но и продюсером. Томас заявила, что не собирается играть одного и того же персонажа вечность и именно из-за этого решила завершить шоу. В 1967 году Томас получила премию «Золотой глобус», а также за период трансляции четырежды номинировалась на «Эмми» за лучшую женскую роль в комедийном телесериале.
После завершения сериала, Томас, также как и Салли Филд с Элизабет Монтгомери столкнулась с проблемой смены амплуа, так как зрители видели актрису только как героиню ситкома. Она была номинирована на «Золотой глобус» за исполнение главной роли в кинофильме «Дженни», но в последующие годы так и не смогла полностью избавиться от образа звезды ситкомов. Она продолжила карьеру играя главные роли как в комедиях, так и в драмах в кино и на телевидении, снимаясь в таких фильмах как «Это случилось однажды на Рождество» (1977), «Потерянная честь Кэтрин Бек» (1984), «Разрешение на зрелость» (1985) и «Ничей ребёнок» (1986) и неоднократно отмечалась премиями «Эмми» и «Золотой глобус» за свою игру.
Провела совместный советско-американский телемост между героями детских телепередач Хрюшей и Кермитом.

### Последние годы
В последние годы Томас в основном была активна на театральной сцене. Она приглашённой звездой во многих телесериалах, таких как «Друзья» в роли матери Рэйчел Грин, а также «Элли Макбил», «Фрейзер», «Закон и порядок: Специальный корпус» и «Дурнушка», работала телеведущей на разных каналах, а также активно занималась продюсерской деятельностью, производя множество телефильмов и специальных программ.

## Личная жизнь
С 1980 года Томас была замужем за телеведущим Филом Донахью (1935—2024). С тех пор она — мачеха его пятерых детей.